# Хере-Зиря
Хере-Зиря (Хере-Зире; азерб. Xərə Zirə adası) — остров в Каспийском море у юго-восточного побережья Азербайджана. Крупнейший остров Бакинского архипелага. Прежнее название острова — Булла.

## География
Расположен в 13 км к востоку от мыса Алят. Площадь острова составляет 3,5 км².
Остров имеет овальную форму. Длина острова составляет 2,5 км, а ширина — 2,6 км. В юго-западной части острова имеется вдающийся в море узкий придаток, который образует две небольшие бухты к западу и югу от острова.
Побережье острова низменное. Остров состоит из большого вулканического кратера и кратерной стенки. Крупные извержения происходили в 1857 и 1940 годах, последнее извержение было зафиксировано в 1963 году. Активность грязевого вулкана наиболее заметна в северо-восточной части, где наблюдаются выделения сопочного ила и природного газа.
В окрестностях острова имеются нефтегазовые месторождения.